# Serquigny
Serquigny est une commune française située dans le département de l'Eure, en région Normandie.

## Géographie

### Localisation
Serquigny est un nœud ferroviaire, au cœur d'un triangle dont les trois branches se dirigent vers Rouen via Oissel, Caen via Bernay et Lisieux, et enfin Paris via Évreux et Mantes-la-Jolie.
| Nassandres-sur-Risle (comm. dél. de Carsix) | Nassandres-sur-Risle (comm. dél. de Carsix et de Fontaine-la-Soret) |                                                        |
| Saint-Léger-de-Rôtes                        | Serquigny                                                           | Nassandres-sur-Risle (comm. dél. de Nassandres) Launay |
| Fontaine-l'Abbé                             | Beaumont-le-Roger                                                   |                                                        |

Le Petit-Nassandres est un hameau de la commune.

### Hydrographie
La commune est située dans le bassin Seine-Normandie. Elle est drainée par la Charentonne, un bras de la Risle, des bras de la Charentonne et divers autres petits cours d'eau,.
La Charentonne, d'une longueur de 63 km, prend sa source dans la commune de Saint-Evroult-Notre-Dame-du-Bois et se jette  dans la Risle à Nassandres sur Risle, après avoir traversé 16 communes.

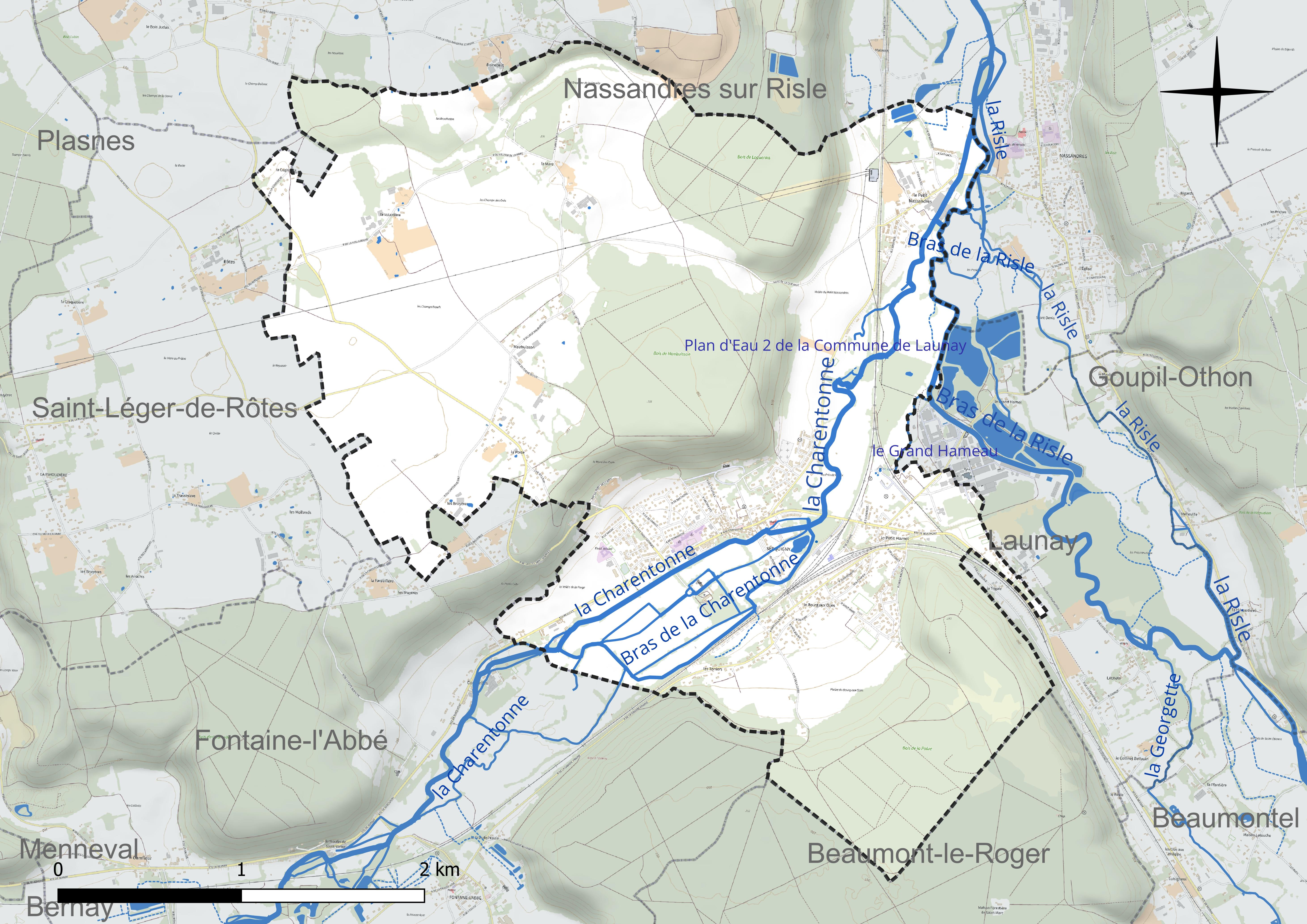
Réseau hydrographique de Serquigny.

### Voies de communication et transports
La gare de Serquigny est au croisement des lignes Paris-Cherbourg et Paris-Rouen.

### Climat
Pour des articles plus généraux, voir Climat de la Normandie et Climat de l'Eure.
En 2010, le climat de la commune est de type climat océanique dégradé des plaines du Centre et du Nord, selon une étude du CNRS s'appuyant sur une série de données couvrant la période 1971-2000. En 2020, Météo-France publie une typologie des climats de la France métropolitaine dans laquelle la commune est exposée à un climat océanique et est dans la région climatique  Côtes de la Manche orientale, caractérisée par un faible ensoleillement (1 550 h/an) ; forte humidité de l’air (plus de 20 h/jour avec humidité relative > 80 % en hiver), vents forts fréquents. Parallèlement le GIEC normand, un groupe régional d’experts sur le climat, différencie quant à lui, dans une étude de 2020, trois grands types de climats pour la région Normandie, nuancés à une échelle plus fine par les facteurs géographiques locaux. La commune est, selon ce zonage, exposée à un « climat contrasté des collines », correspondant au Pays d’Auge, Lieuvin et Roumois, moins directement soumis aux flux océaniques et connaissant toutefois des précipitations assez marquées en raison des reliefs collinaires qui favorisent leur formation.
Pour la période 1971-2000, la température annuelle moyenne est de 10,7 °C, avec  une amplitude thermique annuelle de 13,7 °C. Le cumul annuel moyen de précipitations est de 735 mm, avec 12,2 jours de précipitations en janvier et 8,2 jours en juillet. Pour la période 1991-2020, la température moyenne annuelle observée sur la station météorologique la plus proche, située sur la commune de Bernay à 9 km à vol d'oiseau, est de 10,9 °C et le cumul annuel moyen de précipitations est de 666,9 mm,. Pour l'avenir, les paramètres climatiques de la commune estimés pour 2050 selon différents scénarios d’émission de gaz à effet de serre sont consultables sur un site dédié publié par Météo-France en novembre 2022.

## Urbanisme

### Typologie
Au 1er janvier 2024, Serquigny est catégorisée bourg rural, selon la nouvelle grille communale de densité à 7 niveaux définie par l'Insee en 2022.
Elle appartient à l'unité urbaine de Beaumont-le-Roger, une agglomération intra-départementale dont elle est une commune de la banlieue,. Par ailleurs la commune fait partie de l'aire d'attraction de Bernay, dont elle est une commune de la couronne,. Cette aire, qui regroupe 36 communes, est catégorisée dans les aires de moins de 50 000 habitants,.

### Occupation des sols
L'occupation des sols de la commune, telle qu'elle ressort de la base de données européenne d’occupation biophysique des sols Corine Land Cover (CLC), est marquée par l'importance des territoires agricoles (53,5 % en 2018), en diminution par rapport à 1990 (55,4 %). La répartition détaillée en 2018 est la suivante : 
forêts (34,3 %), terres arables (33,6 %), prairies (15,2 %), zones urbanisées (11,5 %), zones agricoles hétérogènes (4,7 %), zones industrielles ou commerciales et réseaux de communication (0,7 %), eaux continentales (0,1 %). L'évolution de l’occupation des sols de la commune et de ses infrastructures peut être observée sur les différentes représentations cartographiques du territoire : la carte de Cassini (XVIIIe siècle), la carte d'état-major (1820-1866) et les cartes ou photos aériennes de l'IGN pour la période actuelle (1950 à aujourd'hui).

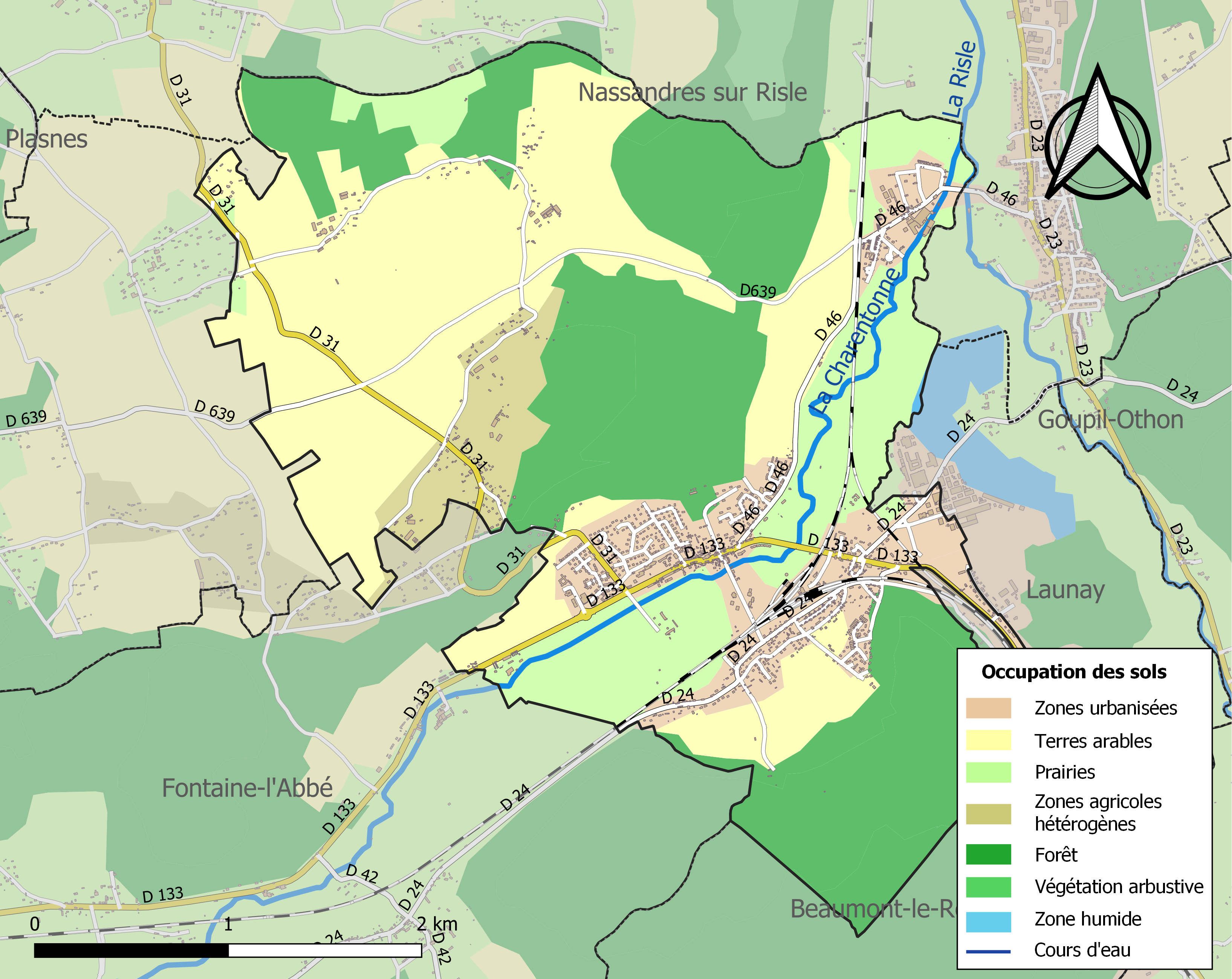
Carte des infrastructures et de l'occupation des sols de la commune en 2018 (CLC).

## Toponymie
La plus ancienne mention qui soit conservée de Serquigny remonte au Xe siècle sous la forme latinisée Sarchinneium (charte de fondation du prieuré de la Sainte-Trinité de Beaumont), puis Sarchinneio avant 1131, Sarquignie en 1206 (chartes de la Noë). Ensuite, on trouve Cerquigny, Sarquigniacum en 1231 (charte de Guillaume Malvoisin), Sartiniacus en 1557 (Robert Cœnalis), Cerquigny en 1719 (nom marqué sur le boisseau du seigneur), Cerquigny en 1793, jusqu'à sa graphie actuelle attestée pour la première fois en 1785.
Il s'agit d'une formation de basse latinité du type *SARCHINIACU, composé du nom de personne germanique Sarchinus suivi du suffixe -i--ACU ou Sar(a)cho suivi du suffixe allongé -INIACU.
Ce genre de formation gallo-romane ou mérovingienne en -ACU composée avec un nom de personne germanique est fréquente, notamment le type Glatigny, le plus représenté en Normandie avec le nom de personne germanique Glatto / Glattinus.
Le passage de /ar/ à /er/ est commun (cf. la forme normande d'« argent » : ergent).

## Industrie chimique
Serquigny abrite un site de production et de recherche (Cerdato : Centre de Recherche, Développement, Applications et Technique de l'Ouest) de la société Arkema. C'est dans cette petite ville que fut mis au point le polyamide 11 qui porte le nom commercial de Rilsan, nom inspiré à la fois par le ricin dont le PA11 est issu et par celui de la rivière traversant cette commune : la Risle. L'usine Arkema est la plus importante usine de polymérisation produisant le PA 11 au monde.
Une ancienne usine chimique ayant traité de la monazite stocke 2 000 mètres cubes de remblais contenant de l'uranium.
Des déchets radioactifs sont aussi entreposés sur le site d'une ancienne usine de production de nitrate de thorium.

## Politique et administration

### Liste des maires
| Période                                  | Période  | Identité           | Étiquette  | Qualité                                                               |
| ---------------------------------------- | -------- | ------------------ | ---------- | --------------------------------------------------------------------- |
| Les données manquantes sont à compléter. |          |                    |            |                                                                       |
| 1867                                     | 1870     | Étienne Lucas      |            | Manufacturier                                                         |
|                                          | 1895     | Pierre-Élie Lamare |            |                                                                       |
| 1900                                     | 1905     | Paul Rolier        |            | Ingénieur                                                             |
| 1915                                     | 1921     | Paul Taconnet      |            |                                                                       |
| Les données manquantes sont à compléter. |          |                    |            |                                                                       |
| 1965                                     | 1989     | Jean Herry         |            |                                                                       |
| mars 1989                                | 2020     | Lionel Prévost     | PS puis SE | Retraité Ancien vice-président du conseil général de l'Eure           |
| 2020                                     | En cours | Frédéric Delamare  | PS         | Fonctionnaire Vice-président de l'Intercom Bernay Terres de Normandie |

## Démographie
L'évolution du nombre d'habitants est connue à travers les recensements de la population effectués dans la commune depuis 1793. Pour les communes de moins de 10 000 habitants, une enquête de recensement portant sur toute la population est réalisée tous les cinq ans, les populations de référence des années intermédiaires étant quant à elles estimées par interpolation ou extrapolation. Pour la commune, le premier recensement exhaustif entrant dans le cadre du nouveau dispositif a été réalisé en 2005.

En 2022, la commune comptait 1 772 habitants, en évolution de −11,13 % par rapport à 2016 (Eure : −0,25 %, France hors Mayotte : +2,11 %).
| 1793 | 1800 | 1806 | 1821 | 1831 | 1836 | 1841 | 1846 | 1851 |
| ---- | ---- | ---- | ---- | ---- | ---- | ---- | ---- | ---- |
| 824  | 882  | 866  | 846  | 809  | 785  | 723  | 838  | 884  |

| 1856 | 1861  | 1866  | 1872  | 1876  | 1881  | 1886  | 1891  | 1896  |
| ---- | ----- | ----- | ----- | ----- | ----- | ----- | ----- | ----- |
| 971  | 1 010 | 1 384 | 1 320 | 1 335 | 1 261 | 1 198 | 1 053 | 1 198 |

| 1901  | 1906  | 1911  | 1921  | 1926  | 1931  | 1936  | 1946  | 1954  |
| ----- | ----- | ----- | ----- | ----- | ----- | ----- | ----- | ----- |
| 1 215 | 1 205 | 1 189 | 1 441 | 1 233 | 1 188 | 1 364 | 1 227 | 1 454 |

| 1962  | 1968  | 1975  | 1982  | 1990  | 1999  | 2005  | 2006  | 2010  |
| ----- | ----- | ----- | ----- | ----- | ----- | ----- | ----- | ----- |
| 1 635 | 1 794 | 2 112 | 2 236 | 2 197 | 2 053 | 2 146 | 2 139 | 2 051 |

| 2015  | 2020  | 2022  | - | - | - | - | - | - |
| ----- | ----- | ----- | - | - | - | - | - | - |
| 2 003 | 1 793 | 1 772 | - | - | - | - | - | - |

## Culture locale et patrimoine

### Lieux et monuments
Serquigny compte trois édifices classés et inscrits au titre des monuments historiques :
- Château du Grand-Serquigny[28] : les douves, colombier, allée, pavillon, élévation et toiture ainsi que la prairie sont  Inscrit MH (1951)[29].
- Église Notre-Dame[30] : porte  Classée MH (1862) ; le reste  Inscrit MH (1949) ;
- Menhir du Croc[31]  Inscrit MH (1991).

Par ailleurs, est inscrit à l'Inventaire général du patrimoine culturel :
- Château du Petit-Serquigny[32] ; demeure de style Louis XV avec des sculptures d’excellente facture[33].

Enfin, il est à relever :
- Monument aux morts dû à Louis-Aimé Lejeune.

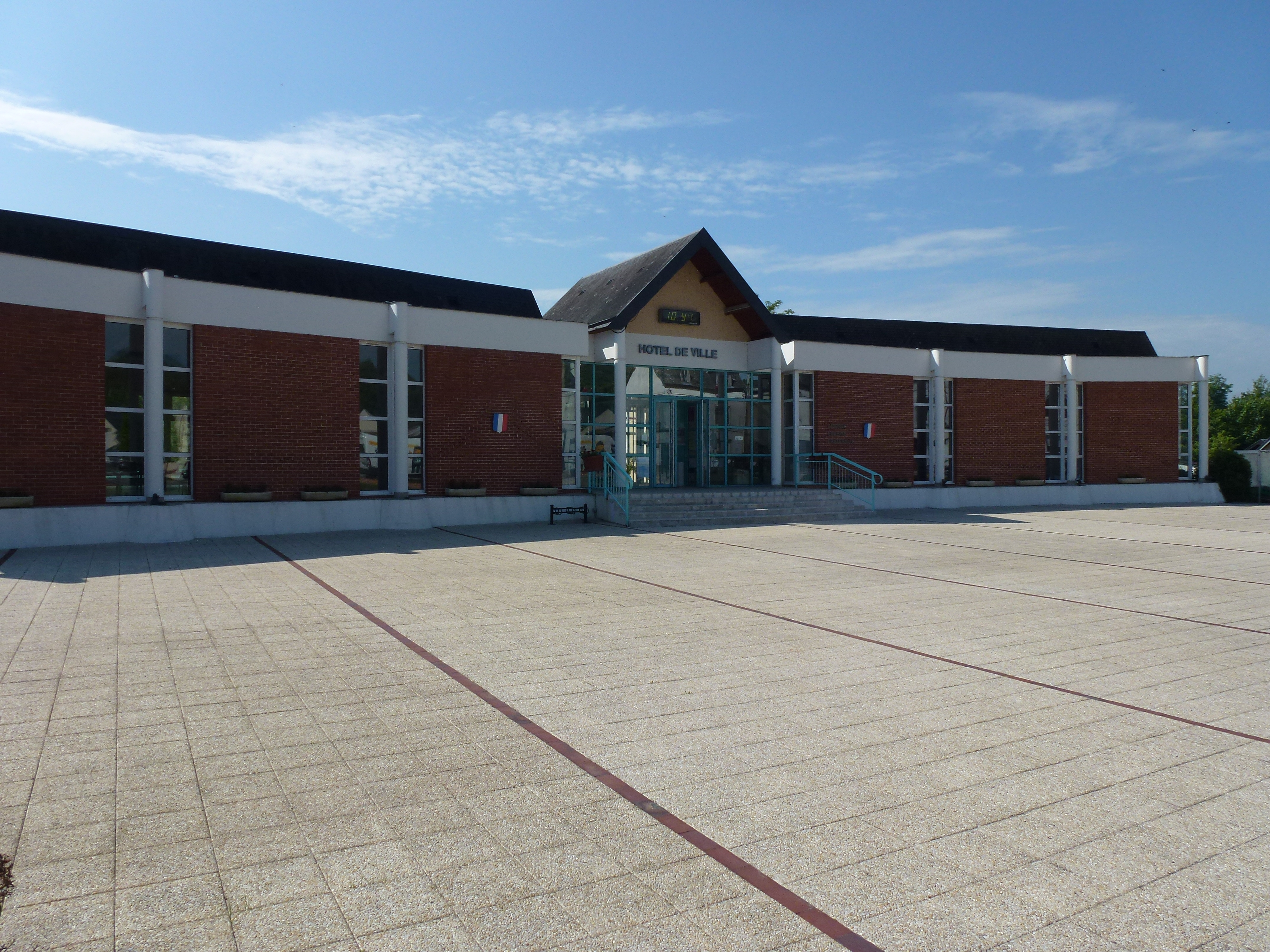
Mairie.
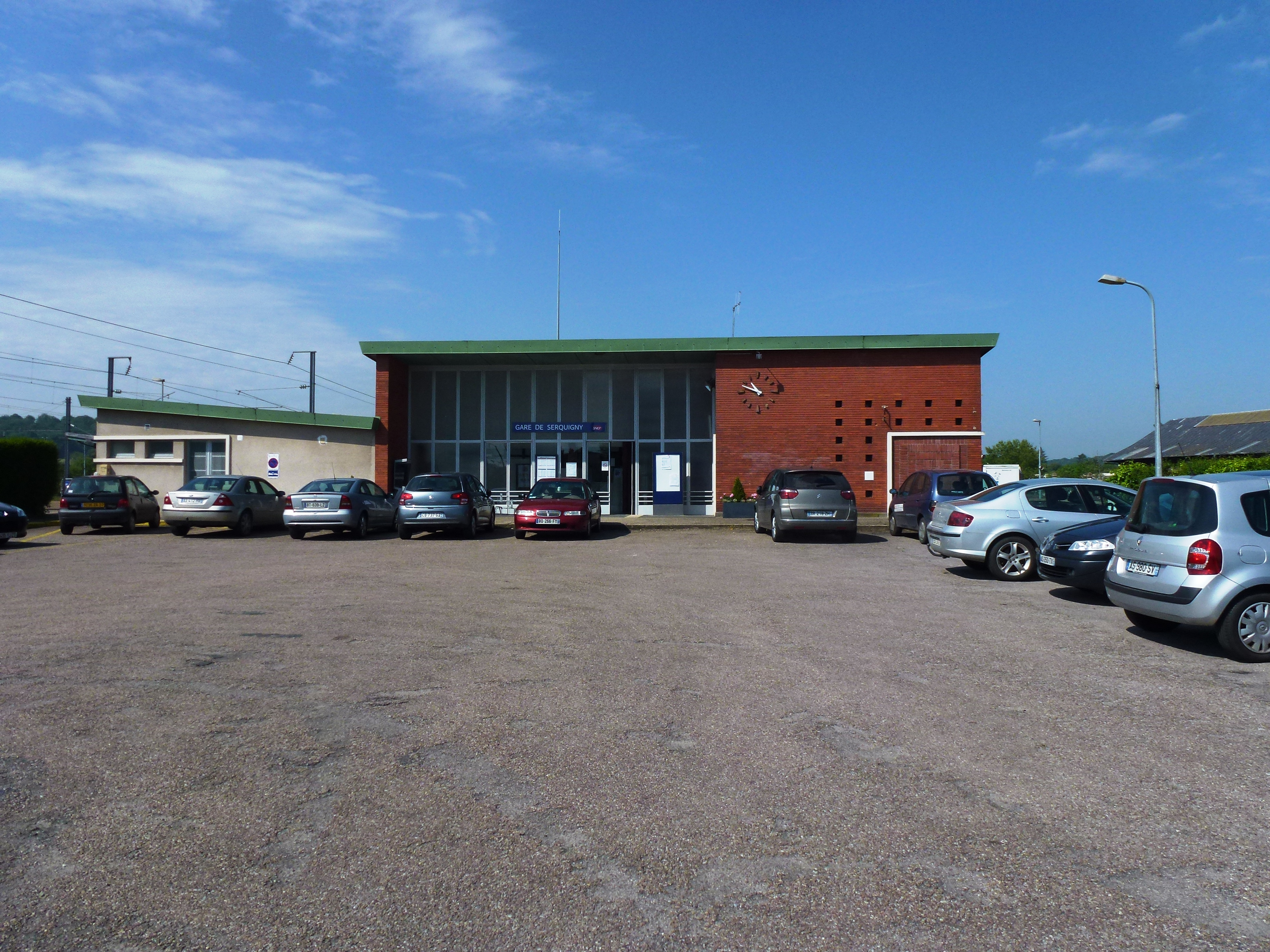
Gare de Serquigny.
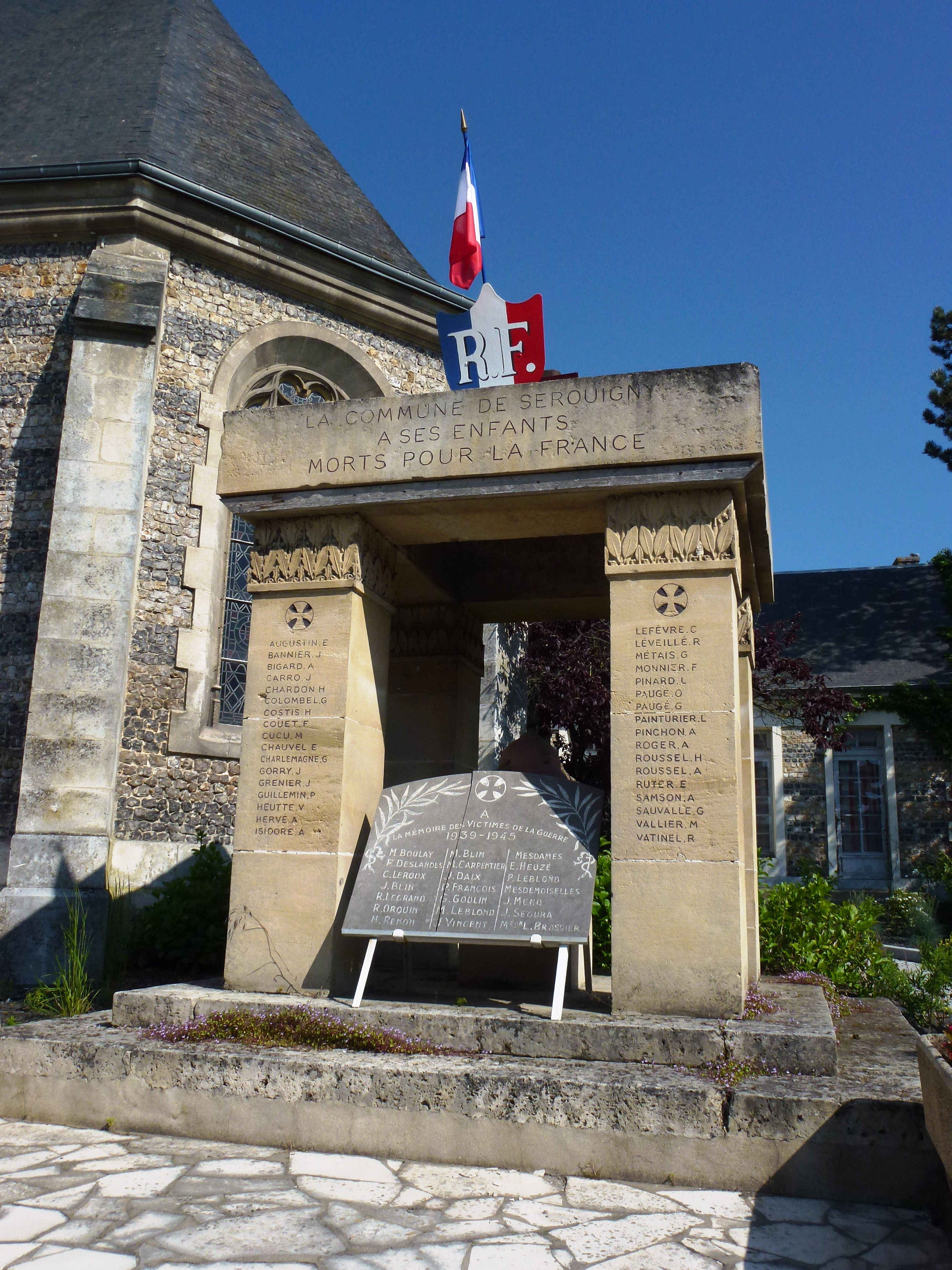
Monument aux morts.
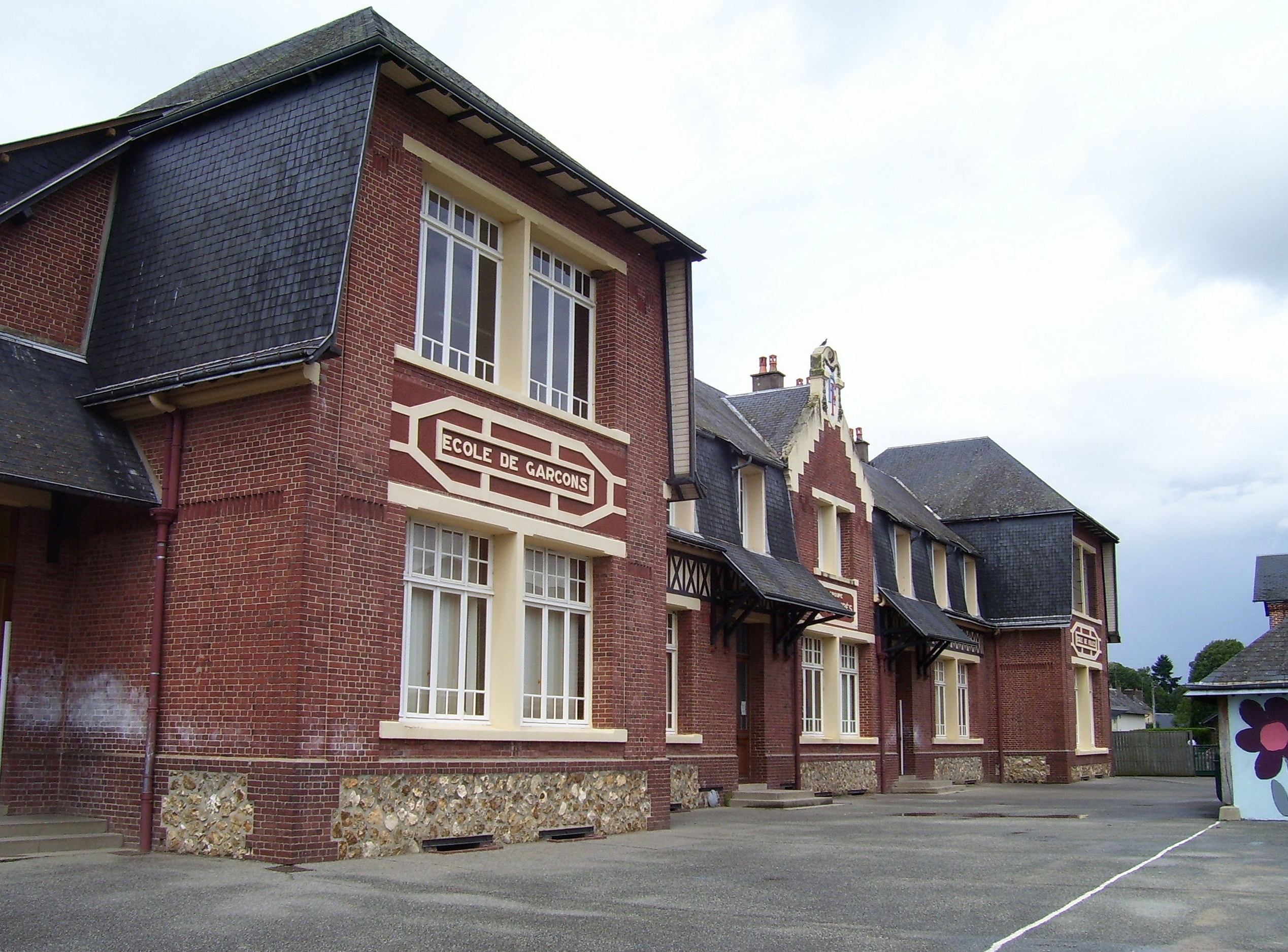
École.

### Patrimoine naturel

#### Natura 2000
- Risle, Guiel, Charentonne[34].

#### ZNIEFF de type 1
- Les prairies et les étangs de Launay[35] ;
- Les prairies et les étangs du moulin Saint-Victor[36].

#### ZNIEFF de type 2
- La vallée de la Risle de la Ferrière-sur-Risle à Brionne, la forêt de Beaumont, la basse vallée de la Charentonne[37].

### Personnalités liées à la commune
- Famille d'Aché
- Paul Rolier (1844-1918).
Cet ingénieur des Arts et Métiers est nommé capitaine à 26 ans dans Paris assiégée par les Allemands, en 1870. Porteur d’un courrier urgent pour l'armée de la Loire, il s'envole de la gare du Nord et atterrit en Norvège. Cet exploit inspirera Jules Verne pour son roman, L'Île mystérieuse. Il crée par la suite une fabrique de papier à Serquigny et devient maire de cette commune avant de s'éteindre à Paris en 1918.

### Héraldique
| Armes de Serquigny | Ces armes peuvent se blasonner ainsi aujourd’hui : écartelé, au premier et au quatrième de gueules aux deux léopards d'or passant l'un sur l'autre, au deuxième d'or à deux fasces de gueules, au troisième d'or à trois chevrons de gueules. Les deux léopards d'or sur champ de gueules rappellent les armes de la Normandie. |